# كويكب 2012 تي سي4
كويكب 2012 تي سي4
2012 TC4 هو كويكب صغير يدور حول الشمس وفلكه يعبر بالقرب من مدار الأرض، وهو من نوع كويكبات أبوللو. اكتشفه نظام الرصد الفلكي «بان ستارس» في يوم 4 أكتوبر 2012. وتبلغ مقاييسه نحو 10 أمتار.
يتحرك الكويكب 2012 TC4 في مدار بيضاوي حول الشمس على بعد 0,934 وحدة فلكية منها في موقع الحضيض، ويكون على بعد منها يبلغ 878و1 وحدة فلكية عندما يكون في أبعد نقطة عنها في موقع الأوج. تستغرق دورته حول الشمس 607 يوم. ومستوى مداره يميل مقدار 0,9° بالنسبة لمدار الأرض حول الشمس. مداره البيضاوي يوصف بأنه ذو انزياح مركزي كبير نسبيا ويبلغ 0,34 . تبين مواصفات مداره أنه يقترب أحيانا من الأرض، أحيانا يكون بعيدا عنا. اقترابه من الأرض إلى حد الاصتدام بها يهدد الحياة على الأرض.
ومع ذلك فإن التهديد المنبثق عن اقتراب الكويكب 2012 تي سي4 من الأرض الذي كان مبنيا على عدد قليل من المشاهدات، فقد اعيد النظر في الرصد واتضح لأنه هذا الجرم لا يشكل تهديدا للأرض.
الخصائص المعروفة للكويكب 2012 تي سي4 تعتبر قليلة وخاصة فيما يتعلق بمداره ودورانه حول نفسه. ولكن العلماء يتوقعون أنه جسم متماسك وليس كومة من أحجار.

## قائمة باقتراباته من الأرض
| الزمن (UT)         | عدم التأكد في الزمن | البعد (km)   | عدم التأكد في المسافة (km) | سرعته (km/s) |
| ------------------ | ------------------- | ------------ | -------------------------- | ------------ |
| {1987-03-11} 18:40 | ± 53 ساعة           | 48808468.000 | 1054757.000                | 4,7383       |
| {1996-10-13} 02:03 | ± 4 دقائق           | 753163.000   | 7069.000                   | 6,4448       |
| {1997-03-03} 06:05 | ± 18 دقيقة          | 46927831.000 | 5385.000                   | 4,1904       |
| {2009-08-02} 09:30 | ± 2 دقيقة           | 68968901.000 | 516.000                    | 7,0395       |
| {2010-02-12} 02:34 | ± < 1 دقيقة         | 40182970.000 | 1253.000                   | 14,6402      |
| {2012-10-12} 05:30 | ± < 1 دقيقة         | 94965.000    | 0,324                      | 7,1227       |
| {2017-10-12} 05:42 | ± < 1 دقيقة         | 50151,793    | 0,394                      | 7,6470       |
| {2019-08-28} 15:58 | ± 5 دقائق           | 68910500.000 | 816.000                    | 2,8074       |
| {2019-12-29} 09:42 | ± < 1 دقيقة         | 34467321.000 | 1063.000                   | 13,8174      |
| {2048-09-05} 15:34 | ± 2 دقيقة           | 51740568.000 | 14557.000                  | 17,2265      |

تلك الحسابات تمت في عام 2017 قبل مروره بالقرب من الأرض (Stand vor Durchgang 2017)
نلاحظ في هذه القائمة أن سرعة الكويكب تتزايد عند اقترابه من الشمس (الحضيض) وتتناقص كلما ابتعد عن الشمس، فسرعته تتغير بسبب جاذبية الشمس له.

## رسم متحرك يوضح مساره المحسوب لاقترابه في 11 سبتمبر 2012
الصورة المتحركة التالية تبين مسار الكويكب 2012 تي سي4 يوم 11 /2012 /9 (أخضر) بالقرب من الأرض (النهار على الأرض: أزرق) ، وكيف أن مساره ينحني بسبب جاذبية الأرض له. كما يبيض التوضيح مسار القمر (رمادي) حول الأرض، وكذلك مدار أحد الأقمار الصناعية (بنفسجي) حول الأرض.

## اقرأ أيضا
- كويكب
- 4 فيستا